# Камёнка (гмина)
Камёнка (пол. Kamionka) — городско-сельская гмина (волость) в Польше, входит как административная единица в Любартувский повет, Люблинское воеводство. Население — 6580 человек (на 2004 год). Административный центр — город Камёнка.

## Сельские округа
1. Амелин
2. Бядачка
3. Братник
4. Цемно
5. Домбрувка
6. Козлувка
7. Кежкувка
8. Кежкувка-Колёня
9. Самокленски
10. Самокленски-Колёня
11. Седлиска
12. Рудка-Голембска
13. Старосцин
14. Станиславув-Дужы
15. Сыры
16. Вулька-Красениньска
17. Зофян

## Соседние гмины
1. Гмина Фирлей
2. Гмина Любартув
3. Гмина Немце
4. Гмина Гарбув
5. Гмина Абрамув
6. Гмина Михув